# فيروس بيثو
فيروس بيثو (باللاتينية: Pithovirus sibericum) هو جنس من الفيروسات العملاقة عثر عليه مثلجاً في سيبيريا، ويرجع عمره إلى نحو 30.000 سنة. يعرف من خلال نوع واحد وهو فيروس بيثو السيبيري الذي يصيب الأميبا. هو فيروس يحتوي على حمض نووي مزدوج. وصف لأول مرة في عام 2014 حيث تم العثور على عينة حية تبلغ من العمر 30 ألف عام في سيبيريا بروسيا. بقيت على قيد الحياة متجمدة في طبقة أرضية مثلجة على عمق 30 متر في سيبيريا.

## الوصف
عينة الفيروس التي تم اكتشافها يبلغ طولها حوالي 1.5 µm وعرضها 0.5 µm وهو أكبر فيروس يكتشف حتى الآن. هذا الفايروس يحتوي على غطاء بيضاوي سميك مفتوح من جهة واحدة. وشكله الداخلي يشبه قرص العسل.
يحتوي الفايروس على حوالي 500 جين مختلف. أكثر من بقية الفيروسات ولكن نسبة للحجم فإنه يحتوي عدد جينات أقل من فيروس باندورا. كثافة الجينوم في الفايروس أقل من غيرها في بقية الفايروسات المعروفة. وثلثين من البروتينات التي ينتجها الفايروس غير موجودة في بقية الفايروسات. وقد تم التأكد من أن هذا الفيروس لا يضر الإنسان. ولكن يخشى العلماء أنه ربما توجد أنواع أخرى من تلك الأزمنة القديمة قد تصل إلى بيئتنا بسبب الاحتباس الحراري ويكون لها ضرر على الإنسان.

## الاكتشاف
اكتشف فيروس بيثو سايبركم في جليد سيبيريا شانتال ابيرغيل وجان ميشيل كلافري من جامعة إيكس مرسيليا. اكتشف الفايروس على عمق حوالي 30 متر تحت سطح آواخر رواسب العصر الجليدي. وجد الفايروس عندما تعرض للأميبا منذ عام 2000 حيث بدأت الأميبا بالموت بشكل مفاجئ وتم العثور على عينات تحتوي على جينات هذا الفيروس الذي لم يكن معروفًا وقتها. اختير اسم الجنس بيثو نسبة لحاويات التخزين الكبيرة باللغة اليونانية المعروفة باسم Pithos. قرر الباحثون بعد ذلك البحث في الجليد بحثًا عن الفيروس ونشرت تلك النتائج في مجلة «وقائع الأكاديمية الوطنية للعلوم» عام 2014.
على الرغم من أن الفيروس غير مؤذي للبشر. لكن قدرته على البقاء لأكثر من 30 ألف عام أثارت مخاوف العلماء إلى كون تغير المناخ العالمي وعمليات الحفر المستمر قد تؤدي إلى اكتشاف فيروسات تكون خطيرة على البشر.

## تعيين العمر
انتقى العلماء من الطبقة الارضية التي عثروا فيها على الفيروس، بقايا نباتات وأخشاب اجروا عليها اختبار تحديد العمر بواسطة الكربون-14 المشع. بذلك استطاعوا تقدير عمر الفيروس بأنه قديم منذ نحو 30.000 سنة بقي مثلجا إلى أن أسترد نشاطه بعد العثور عليه ووجد الاميبا بجواره فدخلها وتوالد فيها. وقد شاهد العلماءعملية تكاثره في الأميبا تحت الميكروسكوب.